# Sacrario militare di Colle Isarco
Il sacrario militare di Colle Isarco (in tedesco Beinhaus Gossensaß) è un sacrario militare che si trova presso la strada statale del Brennero nei pressi della frazione di Colle Isarco di Brennero. È opera dell'architetto Giovanni Greppi e dello scultore Giannino Castiglioni, ed è stato realizzato nel 1937.

## Descrizione
Il sacrario è stato ricavato all'interno della parete della montagna che guarda la strada statale. i caduti sono stati sepolti in loculi disposti su tre righe orizzontali; di fronte a queste sepolture si trova un altare, sopra un blocco di granito, con una lastra di bronzo incisa da un'epigrafe. Ai lati delle sepolture è stato collocato il pennone con la bandiera e una colonna romana.

## Caduti
In questo sacrario sono ospitate le salme di 97 caduti italiani (di cui 9 ignoti), provenienti dai cimiteri militari dismessi di Brennero, Bressanone, Fortezza, Mezzaselva, Varna e Vipiteno.

## Tabelle esplicative

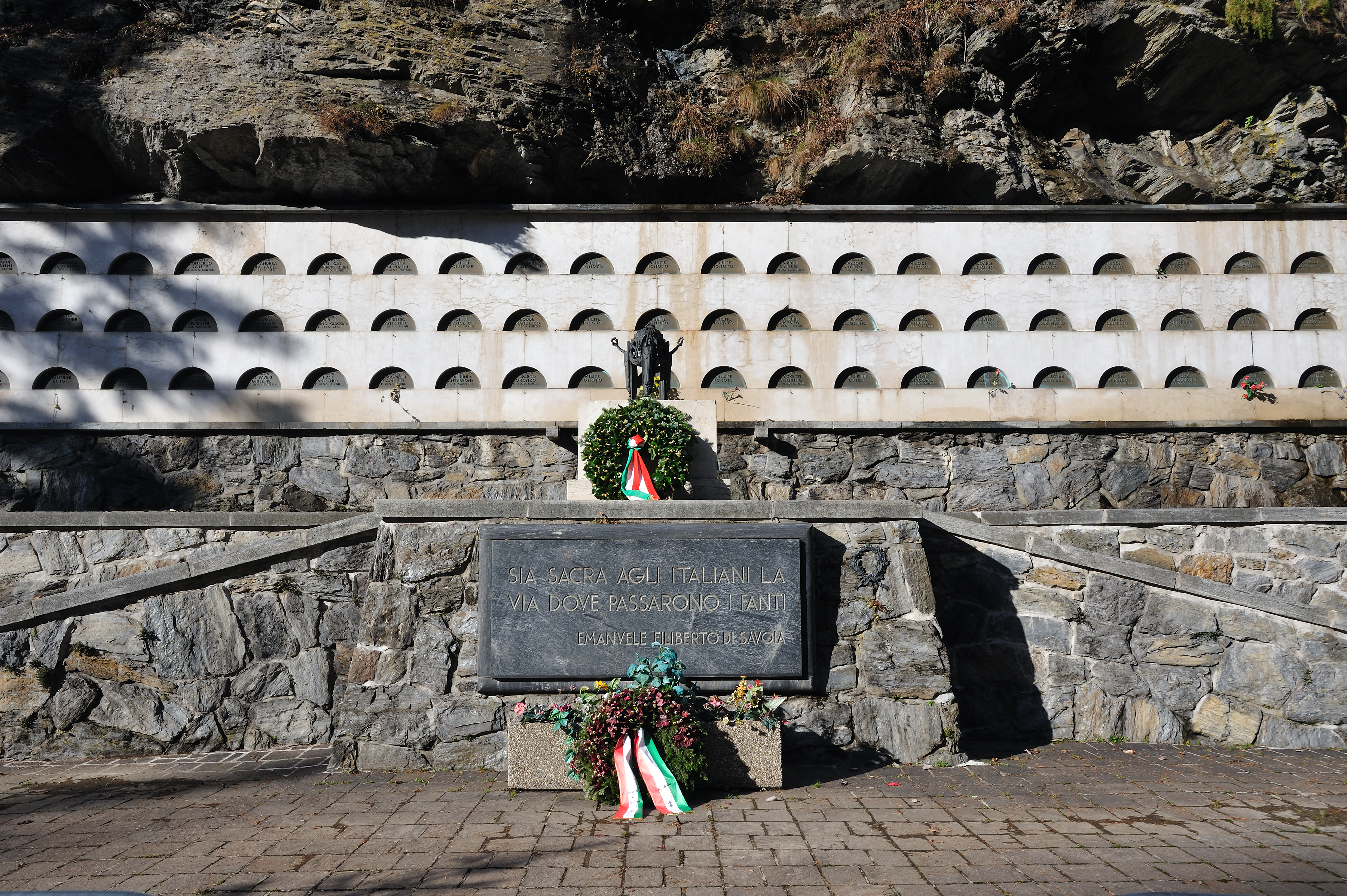
Altra vista del sacrario

Nel maggio del 2011, grazie a una convenzione con lo Stato Italiano, la provincia autonoma di Bolzano ha posto all'ingresso del sacrario di Colle Isarco, come già fatto a Burgusio, delle tabelle esplicative in tre lingue (tedesco, italiano e inglese), redatte da un gruppo di esperti, atte a spiegare il particolare contesto storico entro il quale furono eretti gli ossari, facendo esplicito riferimento al tentativo del regime fascista di strumentalizzare i caduti in guerra per scopi politici, usando le loro salme per rendere "sacri" i nuovi confini appena conquistati.
Nel 2011 ci fu la richiesta di sfiducia verso il Ministro della cultura Biondi, il SVP si astenne, ottenendo in cambio la possibilità di installare delle tabelle che di fatto qualificavano questi Sacrari come monumenti fascisti.